# Carol Reed

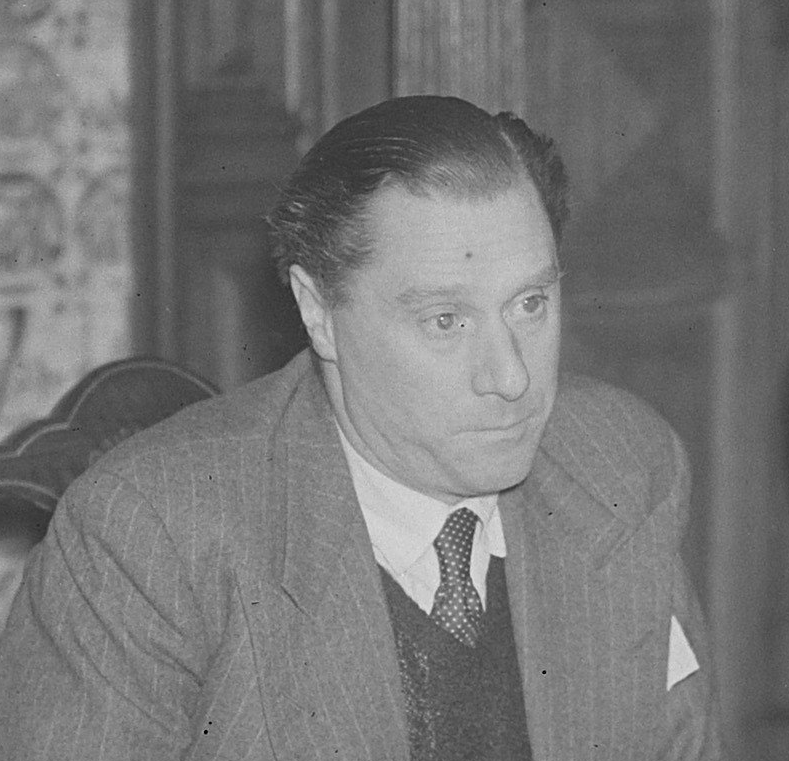
Carol Reed (1950)

Sir Carol Reed (* 30. Dezember 1906 in Putney, London Borough of Wandsworth; † 25. April 1976 in Chelsea, London) war ein britischer Filmregisseur und -produzent. Er wurde mehrfach ausgezeichnet und erhielt für seine Verfilmung des Musicals Oliver! (1968) einen Regie-Oscar. Weitere bekannte Filme sind Ausgestoßen (1947), Kleines Herz in Not (1948) sowie Der dritte Mann (1949).

## Leben
Carol Reed – unehelicher Sohn von Herbert Beerbohm Tree und seiner Geliebten May Pinney – besuchte die King’s School in Canterbury. Er wuchs mit vielen Geschwistern auf und interessierte sich schon immer für das Theater. In seiner Jugend strebte Reed zunächst eine Schauspielkarriere an, doch die Eltern wollten von seinen Plänen nichts wissen. Nach einem sechsmonatigen Aufenthalt in den Vereinigten Staaten, wo er Landwirtschaft studieren sollte, kehrte er nach England zurück und durfte nun seinen Neigungen folgen.
Daraufhin schloss er die Schauspielausbildung ab. Im Jahre 1924 stand er zum ersten Mal in London auf der Bühne. Schon früh dominierte bei Carol Reed die Vorliebe für Außenseiter.
Im Jahre 1927 kam er zu Edgar Wallace, einem Kriminalschriftsteller. Bei ihm stieg Reed vom Schauspieler zum Bühnenleiter und dann zum Filmproduzenten auf. Zum Film kam er Anfang der 1930er Jahre. Nachdem Wallace 1932 gestorben war, arbeitete Reed mit Basil Dean zusammen. Dort war er erst Dialogleiter und dann stellvertretender Direktor der Ealing Studios. Basil Dean verhalf ihm 1935 zu seinem Kinodebüt.
Während des Zweiten Weltkriegs war Reed Offizier der britischen Streitkräfte und drehte im Rahmen der Armee-Filmgesellschaft erfolgreiche Dokumentarfilme und Streifen über die militärische Ausbildung, die der Ertüchtigung der britischen Militärangehörigen dienen sollten. In diesem Bereich arbeitete er unter anderem auch mit Peter Ustinov zusammen. Er war dabei so erfolgreich, dass er für den Film The Way Ahead freigestellt wurde.
Von 1943 bis 1947 war er mit der britischen Schauspielerin Diana Wynyard verheiratet. Nach der Scheidung heiratete Reed 1948 die Schauspielerin Penelope Dudley-Ward, die ältere Tochter von Freda Dudley Ward. Diese soll einmal die Geliebte des Prince of Wales gewesen sein, der wiederum später als Eduard VIII. König des Vereinigten Königreichs wurde. Mit Penelope Dudley Ward hatte er einen Sohn namens Max. Seine Stieftochter Tracy Reed spielte in mehreren Filmen mit, so beispielsweise in Dr. Seltsam oder: Wie ich lernte, die Bombe zu lieben. 1953 war Reed der erste britische Filmregisseur, der für sein Lebenswerk von Königin Elisabeth II. zum Ritter geschlagen wurde.
Carol Reed starb im Alter von 69 Jahren in seinem Haus im Londoner Stadtteil Chelsea nach einer längeren Krankheit an den Folgen eines Herzinfarkts.

## Karriere
Im Alter von 29 Jahren drehte Reed 1935 seinen ersten selbständigen Film Midshipman Easy. Bei den Ealing Studios folgten noch die Filme Laburnum Grove (1935), Who’s Your Lady Friend?, Talk of the Devil (1937), Bank Holiday, Penny Paradise (1938), A Girl Must Live (1939) und A Girl in the News (1941). Für viele Filme schrieb er das Drehbuch selbst; außerdem verfilmte er dreimal eine literarische Vorlage des Autors Graham Greene: Kleines Herz in Not (1948), Der dritte Mann (1949) und Unser Mann in Havanna (1959).
Viele Experten erkennen in Reeds frühen Filmen die Nähe zum britischen Dokumentarismus der dreißiger Jahre. Dieser zeigte sich auch in einem weiteren Film mit dem Titel Die Sterne blicken herab (1939). Mit Night Train to Munich (1940), A Letter from Home, Kipps (1941) und The Young Mr. Pitt (1942) kamen weitere erfolgreiche Filme hinzu, die Reed als einen der künstlerisch begabtesten und eigenwilligsten Filmregisseure seiner Zeit auswiesen.
Im Jahr 1945 drehte Reed mit dem US-Amerikaner Garson Kanin den Dokumentarfilm The True Glory. Für Filmkritiker Jürgen Ebert zählt der Film, „zu jenen kostbaren Filmen, in denen die Kunst der Montage und des Sehens noch intakt ist […]. Nüchterner als dieser Film es tut, lässt sich dem Krieg nicht ins Gesicht blicken. Dank der Montage bietet er sich nicht als ein Schauspiel, sondern als reines Ereignis dar“.
Den Höhepunkt von Reeds Arbeit, die ihn auch in Deutschland bekannt machte, bildeten seine Filme Ende der 1940er Jahre, wie Ausgestoßen (1947), Kleines Herz in Not (1948) und Der dritte Mann (1949), der 1949 in Cannes preisgekrönt und ein Welterfolg wurde. Dieser Thriller, der in der österreichischen Metropole Wien spielt, besticht durch seine präzise Lichtsetzung mit extrem harten Hell-Dunkel-Kontrasten. Der dritte Mann und Kleines Herz in Not haben wesentlich dazu beigetragen, dass Reed sich internationale Anerkennung verschaffen konnte.
Zum Ende seiner Karriere versuchte Reed, sich in Hollywood zu beweisen – mit Erfolg. Er drehte mit Charlton Heston die Filmbiografie Michelangelo – Inferno und Ekstase (1964). Für den Musicalfilm Oliver erhielt Reed 1969 den Oscar als bester Regisseur. Außerdem erhielt der Film weitere fünf Oscars. (In diesem Film arbeitete er auch mit seinem Neffen Oliver Reed zusammen, der in den 1960er Jahren ohne Protektion seines Onkels zu einem der führenden britischen Filmstars aufgestiegen war.) Graham Greene befand nach der Zusammenarbeit:

„dass Carol Reed der einzige Regisseur ist, der ein ausgezeichnetes Gefühl dafür besitzt, den richtigen Schauspieler für die jeweilige Rolle zu finden.“

## Filmografie
- 1935: It Happened in Paris
- 1935: Midshipman Easy
- 1936: Laburnum Grove
- 1937: Talk of the Devil
- 1937: Who's Your Lady Friend?
- 1938: Penny Paradise
- 1938: Bank Holiday
- 1939: Climbing High
- 1939: A Girl Must Live
- 1940: Die Sterne blicken herab (The Stars Look Down)
- 1940: Night Train to Munich
- 1941: Girl in the News
- 1941: Kipps – Roman eines einfachen Menschen (Kipps)
- 1941: A Letter from Home
- 1942: The Young Mr. Pitt
- 1944: The Way Ahead
- 1945: The True Glory
- 1947: Ausgestoßen (Odd Man Out)
- 1948: Kleines Herz in Not (The Fallen Idol)
- 1949: Der dritte Mann (The Third Man)
- 1951: Der Verdammte der Inseln (Outcast of the Islands)
- 1953: Gefährlicher Urlaub (The Man Between)
- 1955: Voller Wunder ist das Leben (A Kid for Two Farthings)
- 1956: Trapez (Trapeze)
- 1958: Der Schlüssel (The Key)
- 1959: Unser Mann in Havanna (Our Man in Havana)
- 1962: Meuterei auf der Bounty (Mutiny on the Bounty) (Regie-Mitarbeit)
- 1962: Der zweite Mann (The Running Man)
- 1964: Michelangelo – Inferno und Ekstase (The Agony and the Ecstasy)
- 1968: Oliver (Oliver!)
- 1970: Der Indianer (Flap)
- 1971: Ein liebenswerter Schatten (Follow Me)

## Auszeichnungen
Oscar
- 1950: Nominiert in der Kategorie Beste Regie (für Kleines Herz in Not)
- 1951: Nominiert in der Kategorie Beste Regie (für Der dritte Mann)
- 1969: Oscar in der Kategorie Beste Regie (für Oliver)

Internationale Filmfestspiele Berlin
- 1956: Bronzener Bär (für Trapez)

Bodil
- 1950: Bodil in der Kategorie Bester europäischer Film (für Kleines Herz in Not)

Internationale Filmfestspiele von Cannes
- 1949: Grand Prix (für Der dritte Mann)

New York Film Critics Circle Awards
- 1949: NYFCC Award in der Kategorie Bester Regisseur (für Kleines Herz in Not)